# كاتريونا روشي
كاتريونا روشي (بالإنجليزية: Catriona Roach)‏ هي مجدفة أسترالية، ولدت في 10 مايو 1969.

## وصلات خارجية
- كاتريونا روشي على موقع الاتحاد الدولي للتجديف (الإنجليزية)